# Прингл, Энн
Дама Энн Прингл (англ. Anne Pringle, 13.01.1955) — британский дипломат, посол Великобритании в России в 2008—2011 годах (де-юре с 16 января 2009 года, когда были вручены верительные грамоты).

## Биография
- 1977—1980 годы — сотрудник центрального аппарата МИД Великобритании.
- 1980—1983 годы — третий секретарь по делам Канцелярии Посольства в Москве.
- 1983—1985 годы — сотрудник отдел торговли и инвестиций (Сан-Франциско).
- 1986—1987 годы — второй секретарь Представительства Великобритании в Европейском Союзе.
- 1987—1991 годы — сотрудник центрального аппарата МИД Великобритании.
- 1991—1994 годы — стажировка в секретариате Европейского политического сотрудничества, Брюссель.
- 1994—1996 годы — сотрудник центрального аппарата МИД Великобритании.
- 1996—1998 годы — директор департамента общей внешней политики и политики по вопросам безопасности. «Европейский корреспондент»
- 1998—2001 годы — директор восточного департамента МИД Великобритании
- 2001—2004 годы — Посол Великобритании в Чехии
- 2004—2007 годы — директор департамента информации и стратегии, член совета МИД Великобритании.

## Награды
- Дама-командор ордена Святых Михаила и Георгия (31 декабря 2009 года)[3]
- Кавалерственная дама ордена Святых Михаила и Георгия[4]